# Смирнов, Василий Иванович (революционер)
Василий Иванович Смирнов (1892—1919) — революционер, большевик, один из руководителей установления Советской власти в Смоленской губернии.

## Биография

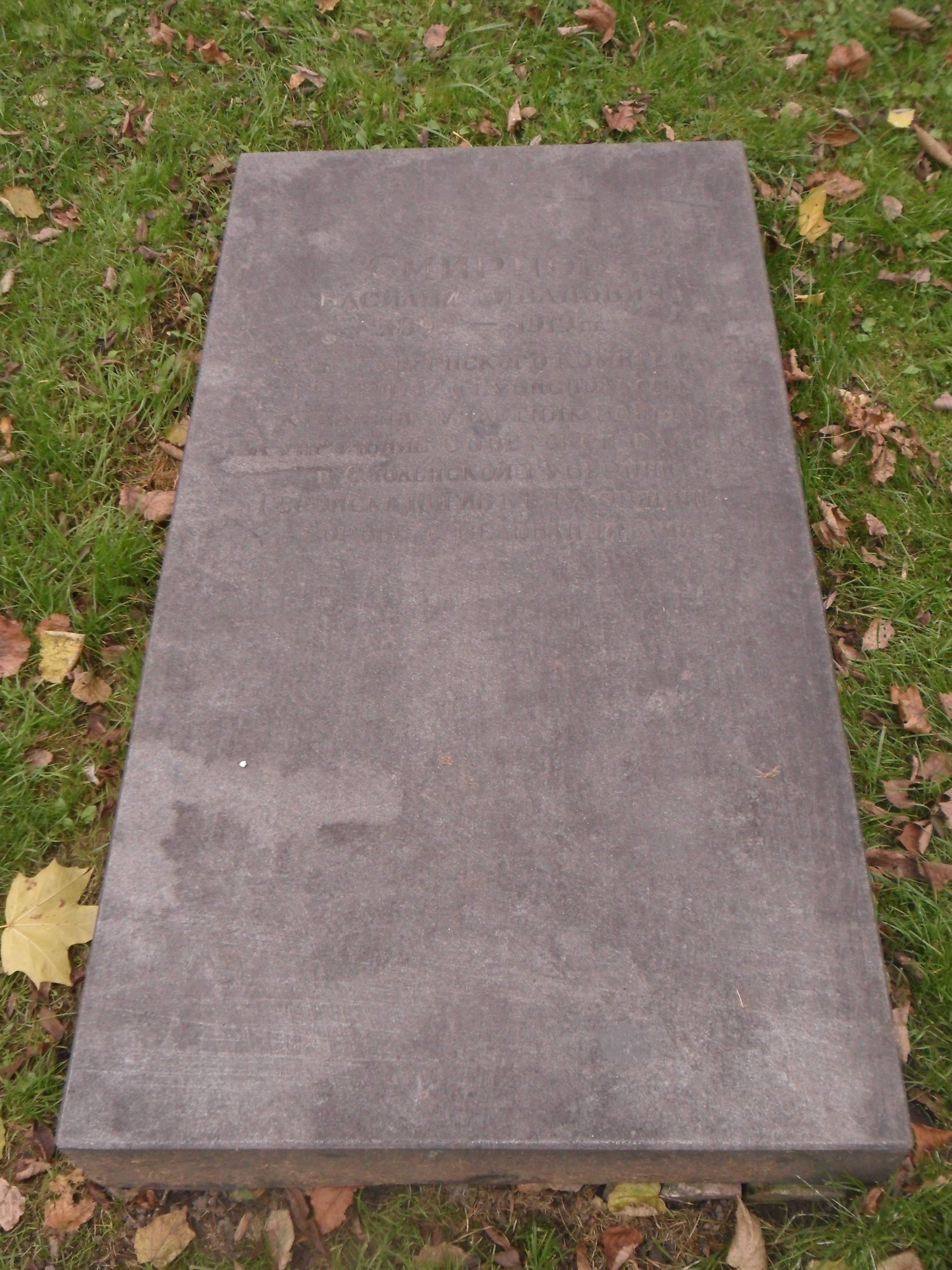
Могила Смирнова в парке «Лопатинский сад».

Василий Смирнов родился в 1892 году. Окончил церковно-приходскую школу, после чего в возрасте 14 лет устроился на работу в типографию Гуревича в Смоленске. Одновременно был слушателем лекций в народном университете. Член РСДРП(б). За участие в праздновании 1 мая 1914 года подвергся аресту и высылке в Самару. В начале 1916 года Смирнов был призван на службу в царскую армию. Принимал участие в боях Первой мировой войны, был ранен. Осенью 1917 года вернулся в Смоленск, где начал заниматься активной партийной работой.
С 1918 года Смирнов был председателем губернского Совета профессиональных союзов, с августа 1919 года — председателем губернского отдела труда. Был членом Смоленского губернского комитета и исполкома РКП(б). Одновременно возглавлял общегородскую смоленскую рабочую кассу.
В сентябре 1919 года губком РКП(б) отправил Смирнова в командировку в Духовщинский уезд с целью оказания помощи местным большевикам в борьбе с антисоветскими бандформирования. 30 октября 1919 года Духовщина подверглась нападению антисоветских формирований, которые разогнали охранение и окружили здание Духовщинского уездного исполкома и общежитие большевиков. В завязавшейся перестрелке Смирнов погиб. Похоронен в парке «Лопатинский сад» в Смоленске неподалёку от памятника Героям 1812 года.
В честь Смирнова был назван ряд объектов в Смоленской области:
- Переулок в Смоленске.
- Две улицы в Смоленске (одна из них ныне проспект Гагарина).
- Площадь в Смоленске (ныне — площадь Победы).
- Улица в Духовщине.
- Смоленская областная типография[1].